# Dmitri Vasílievich Grigoróvich
Dmitri Vasílievich Grigoróvich (en cirílico ruso: Дми́трий Васи́льевич Григоро́вич) (Cheremshán, provincia de Simbirsk, 1822 - San Petersburgo, 1900), novelista ruso.

## Biografía
Nació en una familia de pequeños terratenientes; su padre era un húsar retirado y su madre una francesa hija de un monárquico guillotinado durante la Revolución francesa. Educado en la lengua y la cultura francesa hasta los ocho años, cursó sus estudios primarios y medios en el internado francés Moniguette de Moscú. En 1836, ingresó en la Escuela Superior de Ingenieros de San Petersburgo; pero odiaba cordialmente las ciencias y las matemáticas y, en realidad, sólo se había matriculado por la estrecha amistad que le unía a otro estudiante, el futuro novelista Fiódor Dostoyevski.
En 1840, ingresó en la Academia de Bellas Artes al mismo tiempo que intentaba abrirse paso como actor dramático, pero, como él mismo llegó a reconocer, carecía de talento para ser pintor o actor y al año abandonó estos intentos. Desde entonces desempeñó actividades muy diversas: trabajó en la administración del teatro principal de San Petersburgo, fue coleccionista y crítico de arte, traductor y colaborador de revistas literarias, secretario de la Asociación de promoción pintores jóvenes, etcétera. Estuvo muy vinculado a Iván Turguénev, Dostoyevski, Belinski, Nekrásov, Panáiev y otros eminentes escritores y poetas de la época.
Colaboró en la revista El Contemporáneo, portavoz de la más alta intelectualidad rusa. Entre 1858 y 1859 realizó un viaje (organizado por el gran duque Constantino y junto a otros escritores de renombre como Goncharov, Ostrovski, etc.) en el navío Retvizán alrededor de Europa visitando Dinamarca, Alemania, Francia, España, Italia, Grecia y Jerusalén. Sus memorias de viaje se titularon El navío Retvizán, considerada en segundo lugar tras la obra La fragata Pallas de Goncharov.
Inició su actividad literaria con traducciones de algunas obras teatrales del francés hasta que, en 1844, publicó su primer relato, titulado La carroza teatral. Tenía cierto aire gogoliano, aunque carecía de garra y trasfondo social. En la misma línea está el relato El chucho de 1845. Pero en la siguiente obra Grigoróvich parece ya haberse encontrado a sí mismo como escritor: en 1845 Nekrásov le había propuesto participar en su colección de relatos bajo el título común Fisiología de San Petersburgo y Grigoróvich presentó para el volumen primero su relato Los organilleros de San Petersburgo, un cuadro de costumbres lleno de veracidad en el más puro estilo del naturalismo. En el volumen II publicó otro, Baile con rifa.
En 1846, publica su primera novela campesina: La aldea, un retrato lúgubre sobre la servidumbre campestre que valió los elogios del crítico Belinski. Su obra más conocida es la novela Antón el desdichado, publicada en El Contemporáneo en 1847. La acción se desarrolla en un ambiente rural: el protagonista, el campesino Antón, paga con su ruina y la de toda su familia el haberse enfrentado al administrador de la finca. Acorralado por la miseria y las deudas, con una sumisión y un miedo secular a sus espaldas, adquiere un relieve humano y social muy grande. La temática rural reaparece en otras novelas del autor: El transeúnte, 1851, Los nuevos colonos, 1855. Cabe destacar asimismo la novela Los pescadores. A la decadente nobleza rusa, a los terratenientes y su parasitaria y fútil vida dedicó Grigoróvich sus novelas Caminos rurales, 1852, El ogro, de 1848, Una vida fracasada, 1850, Las andanzas de Nakátov, 1849.
Entre su extensa obra literaria se pueden señalar también la novela Svistukin, el relato El niño de goma, de ambiente circense, la novela Los acróbatas de la beneficencia y las Memorias literarias, de rico contenido cultural e histórico. Falleció de un ataque de apoplejía y su obra completa ocupa doce volúmenes.

## Crítica
La crítica sobre Grigoróvich es contradictoria. Unos se refieren a sus obras con entusiasmo, mientras otros sostienen que sus retratos rurales no se atienen a la realidad. Turguénev observó que las descripciones de Grigoróvich "eran demasiado frías"; esto puede deberse a que Grigoróvich describió sobre todo a los que vivían directamente al sur de Moscú, en las provincias de Tula y Kaluga y constituyéndose como una población más "idílica" y ceñida a sus descripciones. Con todo, las obras de Grigoróvich enseñan al lector a amar a los campesinos y a sentir el peso de la responsabilidad que recae sobre los estratos más cultos de la sociedad; así como a generar un sentimiento de gratitud a favor de los siervos (y con esto, a un paralelo rechazo hacia la servidumbre), de tal modo que en 1870 sus obras contribuyeron a crear el movimiento a favor del pueblo (Vnaród).